# 臼ばえ (小惑星)
臼ばえ（うすばえ、11925 Usubae）は、小惑星帯に位置する小惑星の1つである。高知県の芸西で関勉によって発見された。名前は高知県の地名臼碆に由来する。